# وليم لامتون
وليم لامتون (بالإنجليزية: William Lambton) ـ (حوالي 1753 ـ 19 يناير 1823) هو عسكري ومسّاح وجغرافي بريطاني. أشرف على المسح التثليثي الكبير للهند (بالإنجليزية: Trigonometrical Survey of India)، الذي بدأ سنة 1802، ودام عقودًا، ولم ينتهِ إلا في عهد خلفه جورج إيفرست.
اختير لامتون زميلًا للجمعية الملكية في 9 يناير 1817، كما اختير في العام ذاته عضوًا مراسلًا للأكاديمية الفرنسية للعلوم. توفي لامتون في الهند ودُفن بها سنة 1823.